# Mohamed Bamba (calciatore)
Mohamed Bamba (Bouaké, 10 dicembre 2001) è un calciatore ivoriano, attaccante del Lorient.

## Carriera
Bamba ha iniziato la sua carriera in Costa d'Avorio al Bouaké, dove ha giocato fino al suo trasferimento all'Hapoel Rishon LeZion nel 2020. Con il club israeliano ha giocato per tre stagioni vincendo la Toto Cup Leumit e laureandosi capocannoniere della Liga Leumit nella stagione 2022-2023 con 20 reti in 36 incontri.
Il 28 luglio 2023 è stato acquistato dal Wolfsberger con cui ha firmato un contratto di tre anni. Ha debuttato il 12 agosto nell'incontro di Bundesliga pareggiato 1-1 contro l'Austria Lustenau e due settimane dopo è andato a segno contro il Salisburgo.
Il 26 gennaio 2024 ha firmato un contratto di quattro anni e mezzo con il Lorient.

## Statistiche

### Presenze e reti nei club
Statistiche aggiornate al 18 febbraio 2024.
| Stagione        | Squadra              | Campionato      | Campionato | Campionato | Coppe nazionali | Coppe nazionali | Coppe nazionali | Coppe continentali | Coppe continentali | Coppe continentali | Altre coppe | Altre coppe | Altre coppe | Totale | Totale | Totale |
| Stagione        | Squadra              | Comp            | Pres       | Reti       | Comp            | Pres            | Reti            | Comp               | Pres               | Reti               | Comp        | Pres        | Reti        | Pres   | Reti   |        |
| --------------- | -------------------- | --------------- | ---------- | ---------- | --------------- | --------------- | --------------- | ------------------ | ------------------ | ------------------ | ----------- | ----------- | ----------- | ------ | ------ | ------ |
| 2019-2020       | Hapoel Rishon LeZion | LL              | 14         | 0          | CI+TC           | 0               | 0               |                    | -                  | -                  |             | -           | -           | 14     | 0      |        |
| 2020-2021       | Hapoel Rishon LeZion | LL              | 27         | 7          | CI+TC           | 0               | 0               |                    | -                  | -                  |             | -           | -           | 27     | 7      |        |
| 2021-2022       | Hapoel Rishon LeZion | LL              | 21+1       | 3+0        | CI+TC           | 1+0             | 0               |                    | -                  | -                  |             | -           | -           | 23     | 3      |        |
| 2022-2023       | Hapoel Rishon LeZion | LL              | 36         | 20         | CI+TC           | 1+0             | 0               |                    | -                  | -                  |             | -           | -           | 37     | 20     |        |
| ago. 2023       | Wolfsberger II       | RL              | 1          | 1          |                 | -               | -               |                    | -                  | -                  |             | -           | -           | 1      | 1      |        |
| 2023-gen. 2024  | Wolfsberger          | BL              | 15         | 6          | CA              | 2               | 2               |                    | -                  | -                  |             | -           | -           | 17     | 8      |        |
| gen.-giu. 2024  | Lorient              | L1              | 4          | 5          | CF              | 0               | 0               |                    | -                  | -                  |             | -           | -           | 4      | 5      |        |
| Totale carriera | Totale carriera      | Totale carriera | 119        | 42         |                 | 4               | 2               |                    | -                  | -                  |             | -           | -           | 123    | 44     |        |

## Palmarès

### Club

#### Competizioni nazionali
- Toto Cup Leumit: 1

Hapoel Rishon LeZion: 2022-2023
- Campionato francese di seconda divisione: 1

Lorient: 2024-2025

### Individuale
- Capocannoniere della Liga Leumit: 1

2022-2023 (20 gol)